# سان تزنون دلی اتزلینی
سان تزنون دلی اتزلینی (به ایتالیایی: San Zenone degli Ezzelini) یک کومونه در ایتالیا است که در استان ترویزو واقع شده‌است. سان تزنون دلی اتزلینی ۱۹٫۹۷ کیلومتر مربع مساحت و ۷٬۳۳۸ نفر جمعیت دارد و ۱۱۷ متر بالاتر از سطح دریا واقع شده‌است.

## خواهرخوانده
شهرهای ماjانو و مارتسلینگ خواهرخوانده‌های سان تزنون دلی اتزلینی هستند.